# Francisco de Moura Rolim
Francisco de Moura Rolim (Olinda, 1580 — Lisboa, 1657) foi um militar e administrador colonial português nascido no Brasil.
Esteve nos Flandres e na Índia, onde perdeu uma mão em Malaca, ao serviço do Capitão-mor Martim Afonso de Melo Coutinho e passou para o Brasil no exército de seu tio, o vice-rei Aires de Saldanha. Foi governador de Cabo Verde em 1622 e foi ao auxílio da Bahia em 1624.
Em 1625, comandou a frota de caravelas da Capitania de Pernambuco que se juntou à armada luso-espanhola na expulsão dos holandeses de Salvador. No mesmo ano, foi nomeado Governador-Geral do Estado do Brasil pelo Governador de Pernambuco e Governador-Geral Matias de Albuquerque.

## Biografia
Nasceu em Olinda, filho da olindense Genebra Manelli Cavalcanti de Albuquerque com o lisboeta Felippe de Moura, Capitão-mor de Pernambuco. Era neto do senhor de engenho Filippo Cavalcanti, e bisneto do administrador colonial Jerônimo de Albuquerque.
Uniu-se com a pernambucana Francisca de Castro. O filho primogênito deste casal foi o Sargento-mor Manuel de Moura Rolim.